# Apocephalus horridus
Apocephalus horridus är en tvåvingeart som beskrevs av Borgmeier 1963. Apocephalus horridus ingår i släktet Apocephalus och familjen puckelflugor.
Artens utbredningsområde är Kalifornien. Inga underarter finns listade i Catalogue of Life.